# Croce di San Giovanni Battista
La croce di San Giovanni Battista è di rosso alla croce d'argento; graficamente è complementare alla croce di San Giorgio. Era il simbolo dei ghibellini filoimperiali nel medioevo.

## Storia
La croce di San Giovanni è molto antica, generalmente si ritiene discenda dalla blutfahne, l'originaria bandiera del sovrano del Sacro Romano Impero costituita da un drappo di colore rosso a cui venne aggiunta la croce d'argento; di conseguenza era un simbolo di appartenenza alla parte imperiale dei ghibellini al contrario della croce di San Giorgio che indicava una preferenza per i guelfi.

## Nazioni e città di cui è bandiera o parte dello stemma

### Nazioni
- Sacro Romano Impero (1200-1350)
- Ducato di Savoia
- Repubblica fiorentina
- Regno di Sardegna
- Regno d'Italia (1861-1946)
- Sovrano Militare Ordine di Malta
- Svizzera (simile)

### Regioni
- Piemonte
- Rodano-Alpi
- Savoia

### Città
- Asti
- Blanes
- Borgomanero
- Bormio
- Bosa
- Broni
- Cagliari
- Cassano Magnago
- Castelfranco Veneto
- Ceneda
- Chambéry
- Collegno
- Como
- Cuneo
- Domodossola
- Fabriano
- Fidenza
- Garlasco
- Livigno
- Lugano
- Matelica
- Mendrisio
- Mirano
- Moncalieri
- Mondovì
- Nicosia
- Noale
- Noli
- Noto
- Novara
- Oderzo
- Oklahoma City
- Oleggio
- Pavia
- Porto Tolle
- Rivoli
- Sarre
- Sassari
- Spiere-Helkijn
- Tarquinia
- Treviso
- Tuscania
- Valence
- Verrua Po
- Vicenza
- Vienna
- Viterbo